# Жабокрицький парк
Жабокрицький парк — ботанічна пам'ятка природи місцевого значення. Розташований у с. Жабокрич Тульчинського району Вінницької області. Оголошений відповідно до рішення 27 сесії Вінницької обласної ради 5 скликання від 10.12.09 р. № 903.
Охороняється ділянка грабово-ясенево-дубового лісу. Тут зростають ялинки, плакучі верби, каштани та берізки. Цінна флора представлена липою кам'яною, бархатом амурським, різновидами спіреї та рядом інших рослин. У трав'яному покриві домінує зірочник ланцетолистий, рідше зустрічається яглиця звичайна. Всього понад 60 видів і форм деревних порід.

## Галерея

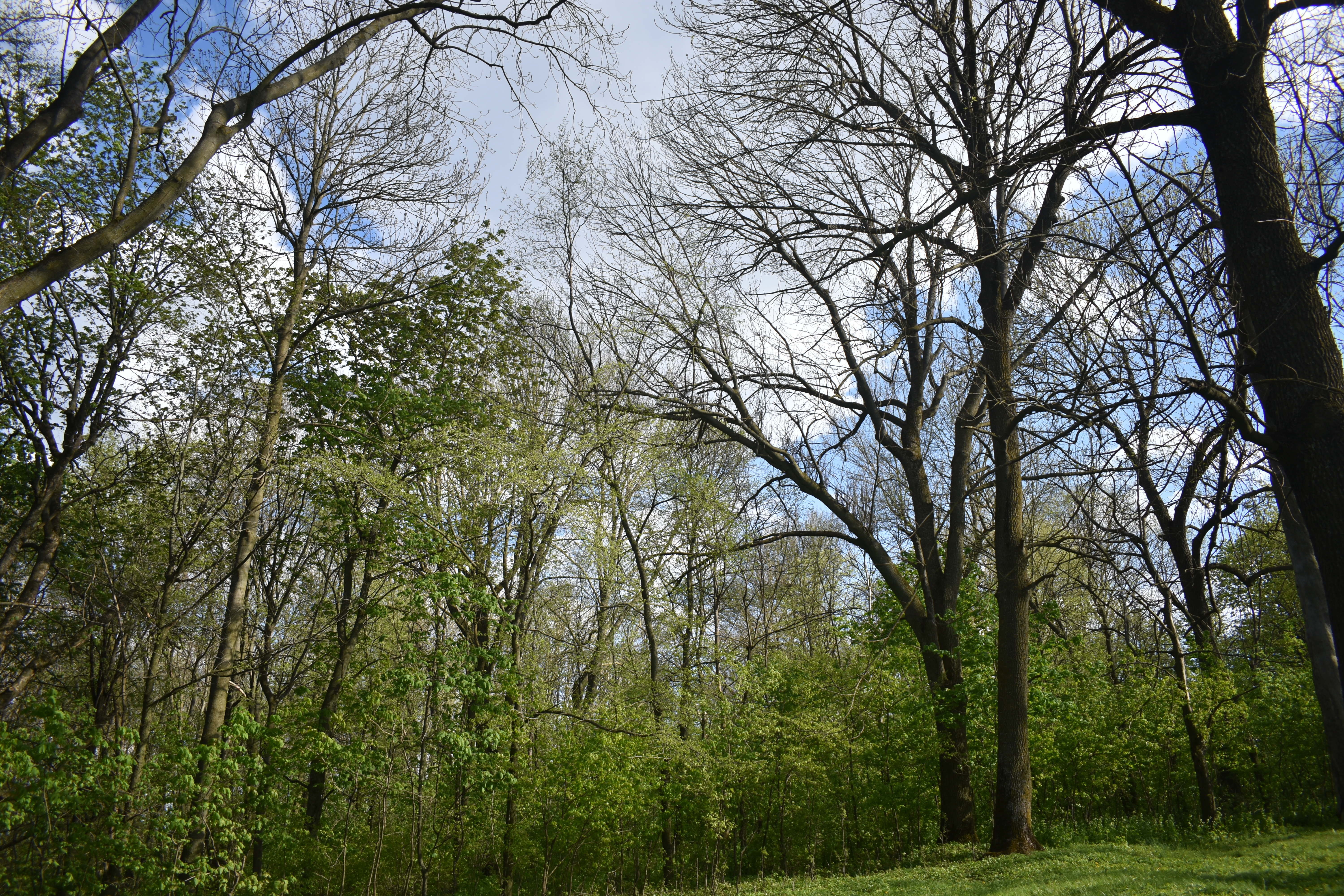
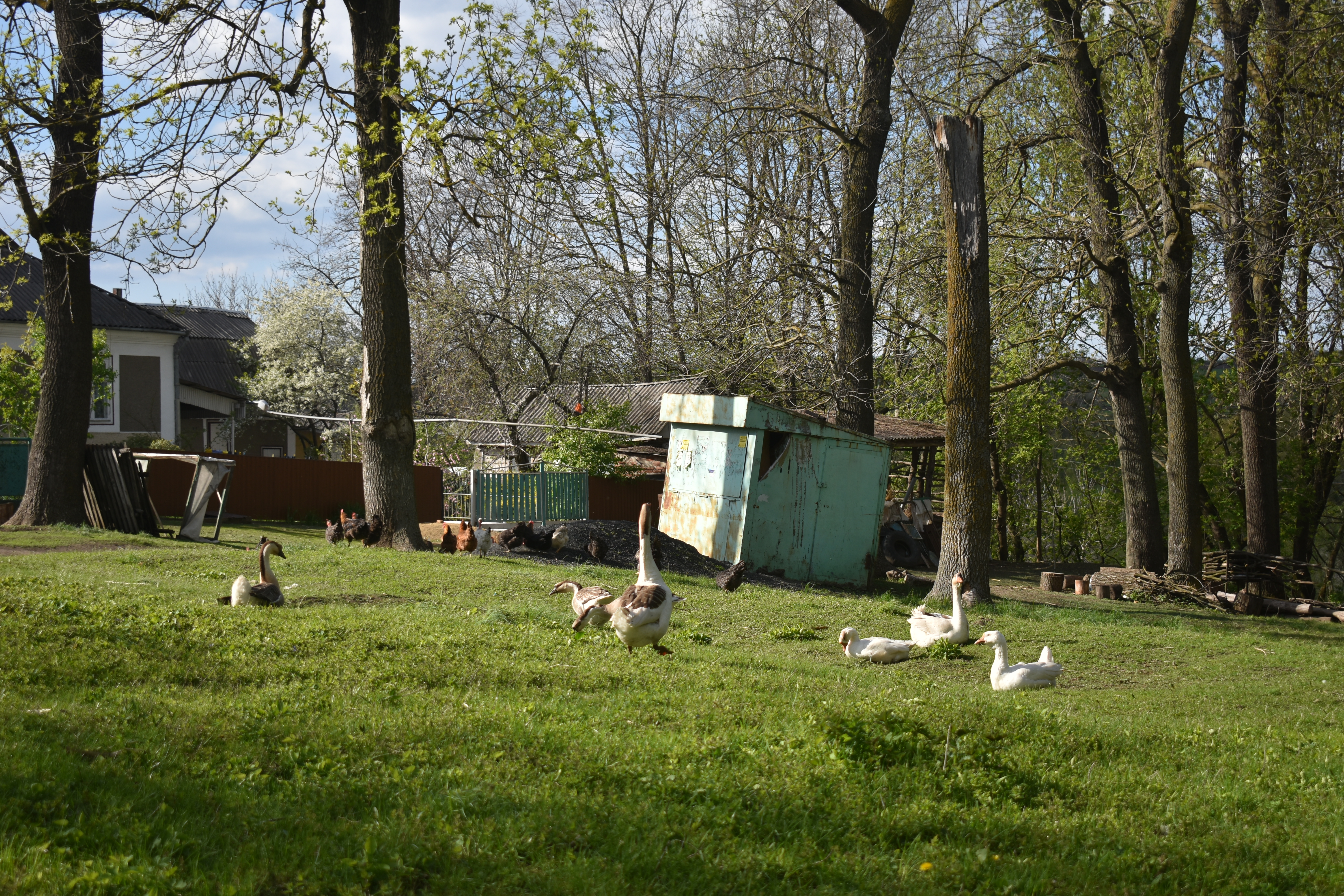
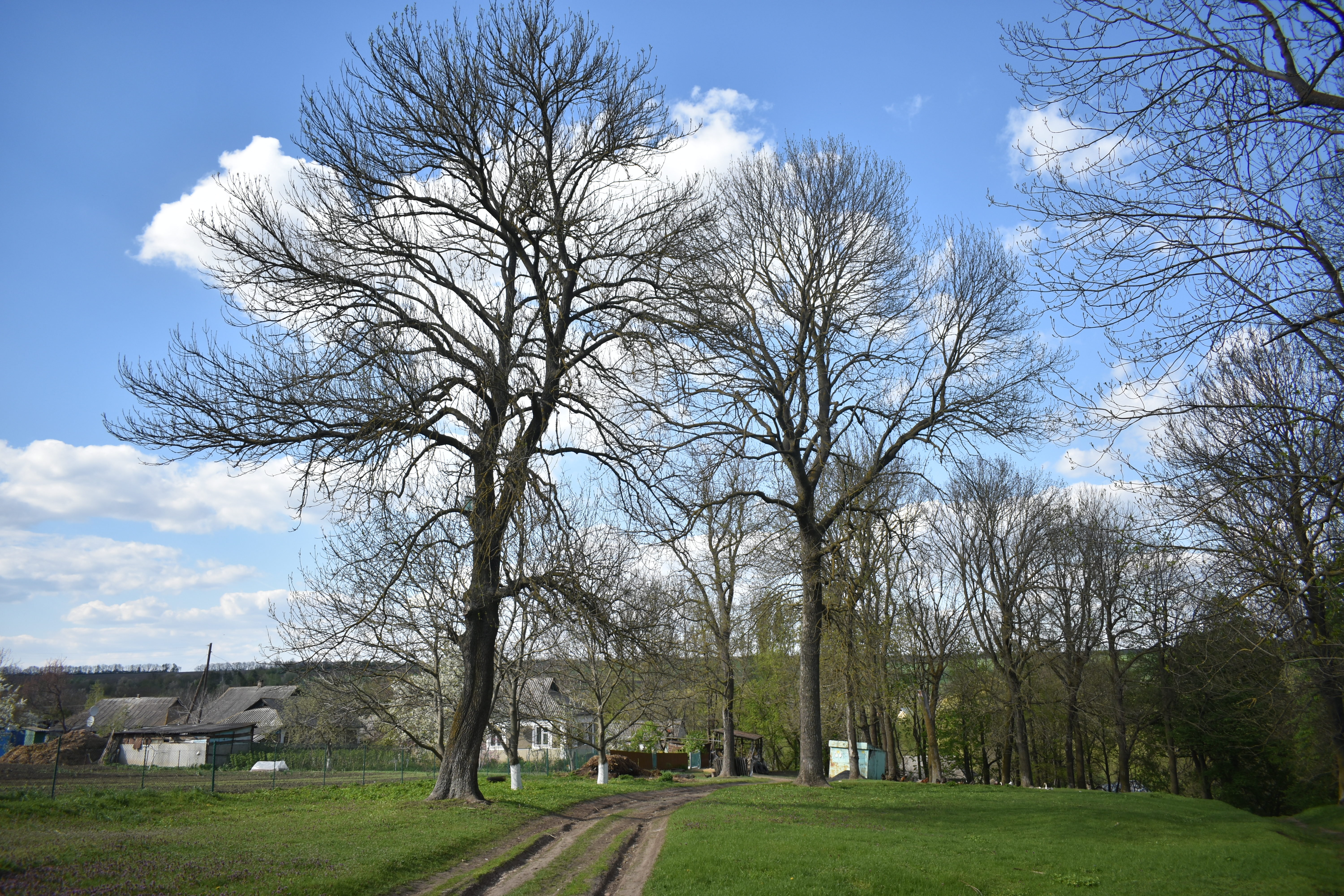
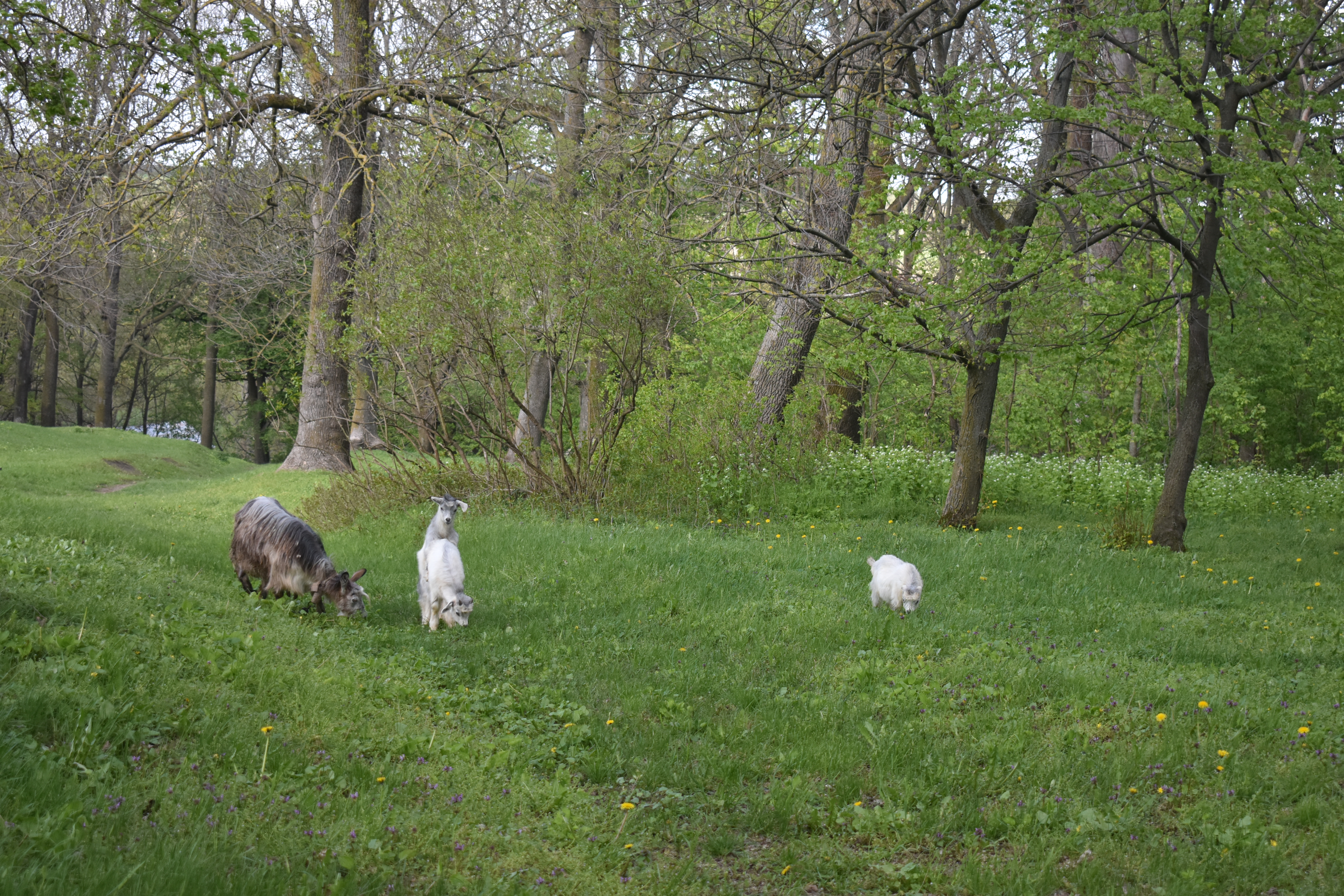
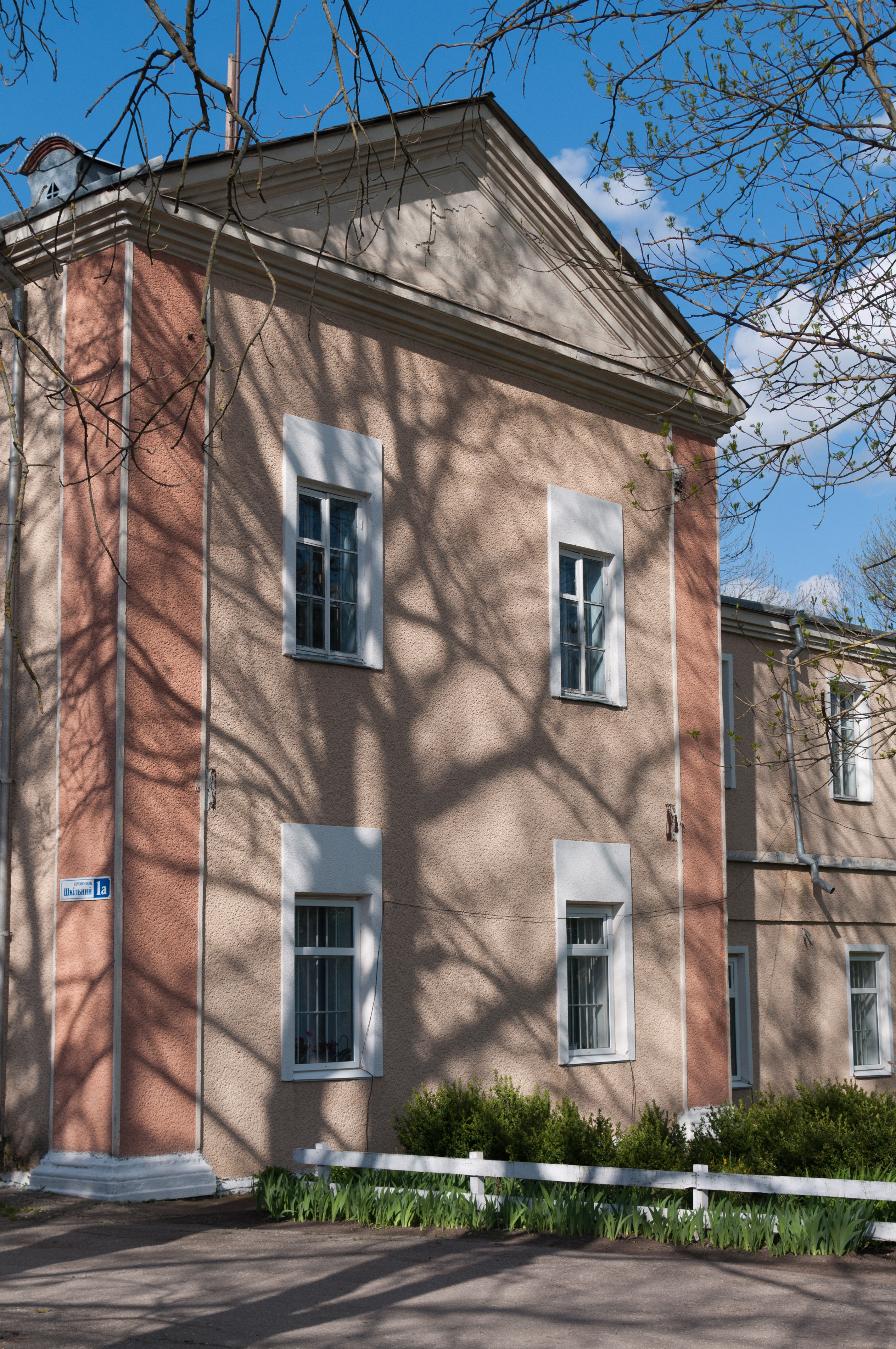
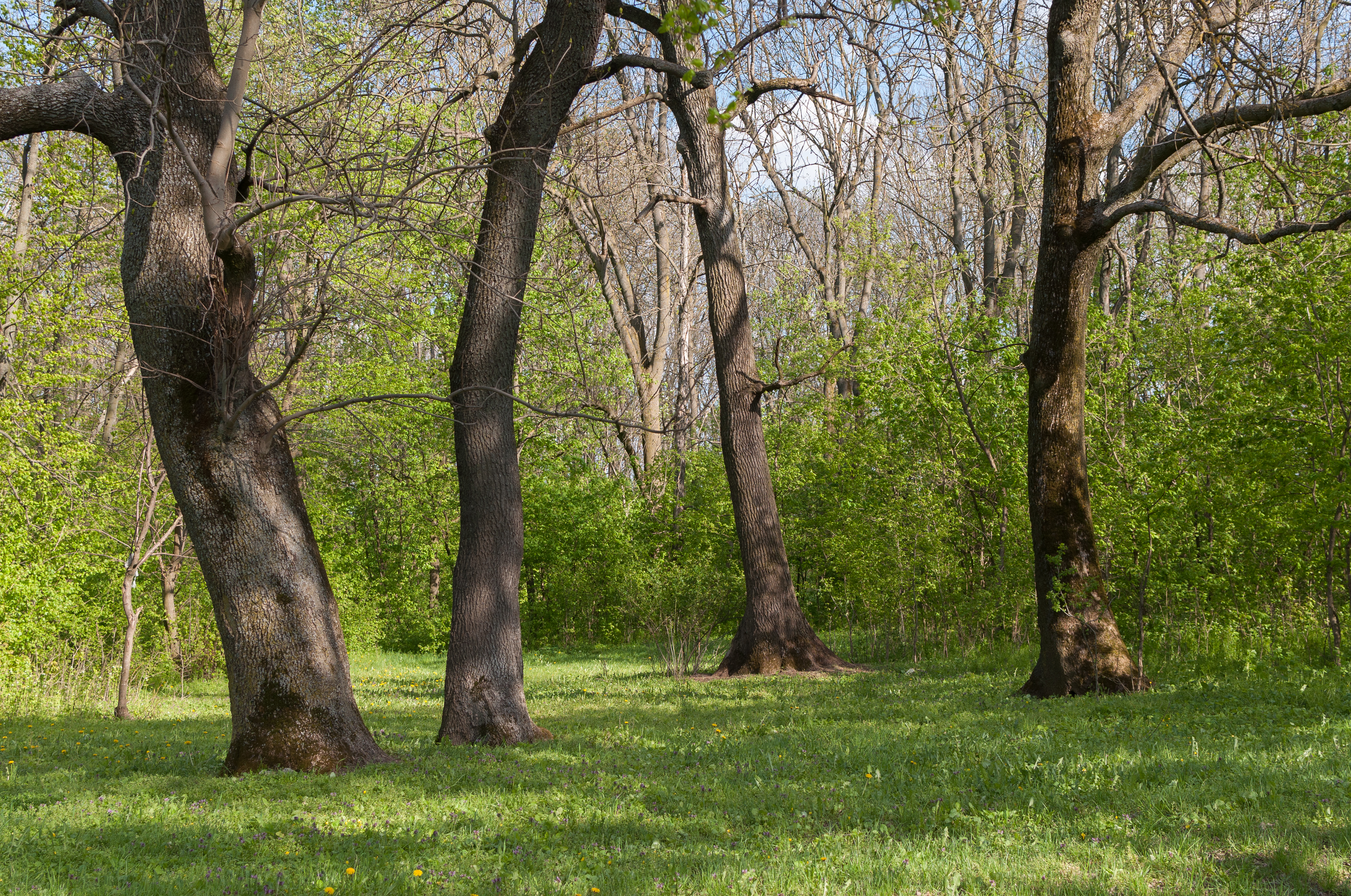
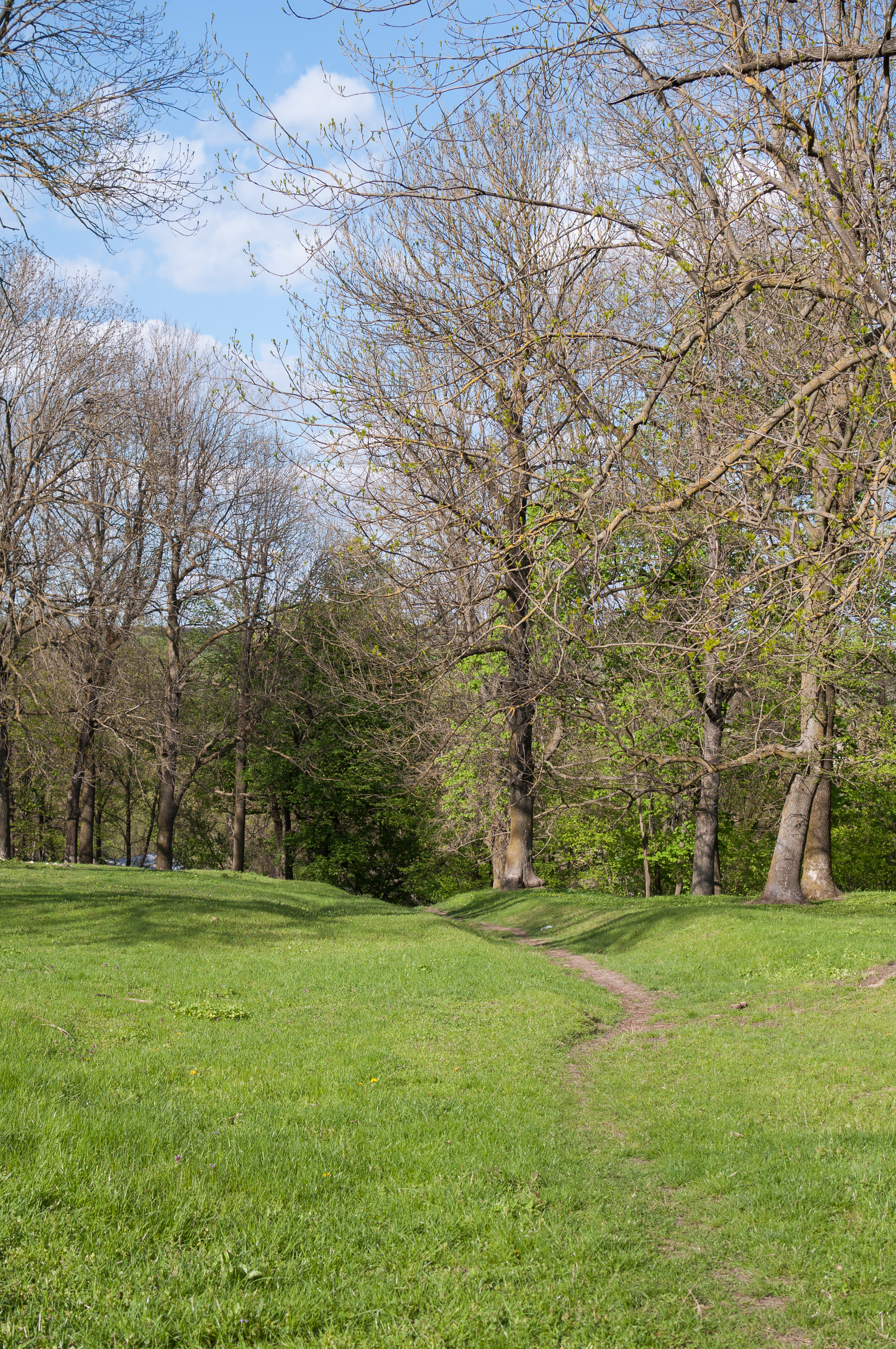